# 159409 Ratte
159409 Ratte este un asteroid din centura principală de asteroizi.

## Descriere
159409 Ratte este un asteroid din centura principală de asteroizi. A fost descoperit pe 16 iulie 1999 la Observatoire des Pises din Parcul național din Cévennes. Asteroidul prezintă o orbită caracterizată de o semiaxă mare de 2,54 ua, o excentricitate de 0,12 și o înclinație de 13,9° în raport cu ecliptica.